# Onan
Onan (hebräisch אוֹנָן ōnān, altgriechisch Αὐνάν Aunán, „Kraft, Vermögen, Zeugungskraft“) ist eine biblische Gestalt, deren Geschichte in Gen 38  erzählt wird.

## Biblischer Bericht
Onan war der zweite Sohn des Erzvaters Juda mit der Kanaaniterin Schua. Nach dem Tod seines älteren Bruders Er musste Onan dessen Witwe Tamar heiraten. Ers Tod war laut Gen 38,7  von Gott bewirkt, da ihm Ers Handeln missfiel.
In Gen 38  heißt es daraufhin:
8 Da sagte Juda zu Onan: Geh zur Frau deines Bruders, vollzieh mit ihr die Schwagerehe und verschaff deinem Bruder Nachkommen! 9 Onan aber wusste, dass die Nachkommen nicht ihm gehören würden. Sooft er zur Frau seines Bruders ging, ließ er den Samen zur Erde fallen und verderben, um seinem Bruder Nachkommen vorzuenthalten. 10 Was er tat, missfiel dem HERRN und so ließ er auch ihn sterben.
Judas Aufforderung beruht auf dem jüdischen Brauch des Levirats. Die demnach von Gott angeordnete Schwagerehe verpflichtete einen Bruder, seinem verstorbenen Verwandten einen männlichen Nachkommen zu schaffen, sofern jener nicht selbst dazu kam (Dtn 25,5–6 ).
Onan starb aufgrund der Hinterlist – manche Ausleger sprechen auch von „Lieblosigkeit“ gegenüber Er oder „Gier nach dem Erbe des Bruders“ –, mit der er sich gegen die Leviratsehe auflehnte.
Nachdem Juda ihr die Leviratsehe mit seinem jüngsten Sohn unter Vertröstungen verweigert, lässt Tamar sich, als Prostituierte verkleidet, von ihrem Schwiegervater schwängern (Gen 38,14–18 ) und wird so zu einer Stammmutter Jesu (Mt 1,3 ).

## Deutung und Nachwirkung
Da nach Dtn 25,9  öffentliche Missachtung und nicht der Tod als Strafe auf die Verweigerung der Leviratsehe folgt, sticht die Härte des göttlichen Urteils heraus.
In der jüdisch-christlichen Tradition wurde in den Tod Onans ein göttliches Verbot des Coitus interruptus interpretiert. In der Forschung werden verschiedene Gründe für die göttliche Todesstrafe an Onan diskutiert: William Albright geht davon aus, dass eine stammesgeschichtliche Erinnerung bewahrt wird (vgl. auch 1 Chr 2,3 ), während die neuere Forschung versucht, den Tod Onans mit dem literarischen Zusammenhang der Juda-Tamar-Erzählung zu erklären. Diese läuft auf die Söhne Judas und Tamars zu, die einerseits Tamar davor bewahren, als kinderlose Witwe zu sterben und andererseits für Juda als Ersatz für die beiden verstorbenen Söhne gelten.
Obwohl Onan keine Selbstbefriedigung, sondern einen Coitus interruptus vollzog, wurde aufgrund dieser Erzählung der Begriff Onanie als Synonym für Masturbation gebildet.